# Монтерол
Монтерол (итал. Monterol) је насељено место у Републици Хрватској у Истарској жупанији. Административно је у саставу Града Умага.

## Становништво
Према последњем попису становништва из 2011. године у насељу Монтерол живело је 19 становника у 7 домаћинстава.
Кретање броја становника по пописима 1857—2001.
| година пописа  | 1857. | 1869. | 1880. | 1890. | 1900. | 1910. | 1921. | 1931. | 1948. | 1953. | 1961. | 1971. | 1981. | 1991. | 2001. | 2011. |
| бр. становника | 0     | 0     | 0     | 0     | 0     | 0     | 0     | 0     | 0     | 0     | 0     | 0     | 0     | 0     | 19    | 19    |

Напомена:У 2001, настало дељењем насеља Умаг-Комунела између насеља Монтерол и Умаг. До 1991. подаци су садржани у насељу Умаг.